# Pep Rosanes-Creus
Pep Rosanes-Creus (Manlleu, 1957) és un poeta català.
Llicenciat en Filologia Catalana per la Universitat de Barcelona. El 15 d'abril de 1998 li decreten una jubilació forçosa i anticipada per incapacitat permanent i ha d'abandonar l'ensenyament. Aquest mateix any havia nascut la seva filla Irene, dos anys després el seu fill Quirze. Fou regidor a l'Esquirol d'un grup independent aliat amb Iniciativa. Entre els anys 1991 i 2000 va publicar diverses obres: El club dels set (poetes morts) de Roda de Ter, La venjança de l'eunuc, On la nit era negra, El gos i l'ombra de l'alzina, Vuit poemes, Set, No he fet res, El cos del temps, Voltor.

## Premis i reconeixements
Va guanyar el Premi Carles Riba 1999 i als Jocs Florals de Barcelona del 2003 rebé el Premi Extraordinari Jacint Verdaguer pel poema Sóc un cuc.